# احتجاجات حماة 1964
احتجاجات حماة 1964 هي أول احتجاجات كبيرة بين القيادة الحديثة لحزب البعث العربي الاشتراكي بعد سيطرته على السلطة في انقلاب الثامن من آذار، وبين مواطنين من أنصار الإخوان المسلمين في سوريا. حصلت الاحتجاجات في أبريل 1964 بعد نحو عام من سيطرة البعث على السلطة، وقمعت بالقوة العسكرية الثقيلة ما أدى إلى سقوط 70-100 قتيل، إلى جانب خسائر ماديّة في حماة القديمة.

## سير الأحداث
وقع أول اشتباك بين حزب البعث والإخوان بعد وقت قصير من انقلاب 1963، والذي سيطر في إثره حزب البعث على السلطة. منذ البداية، كانت الجماعات السياسية الإسلامية، وأكبرها الإخوان المسلمين، يمثلون أقوى معارضة للنظام الجديد. مع بداية العام 1964 أعلن عن حظر جماعة الإخوان، ما أدى إلى سلسلة من الإضرابات والمظاهرات الحاشدة في جميع المدن السورية الكبرى وخاصة مدينة حماة، التي كانت «معقل المحافظين المسلمين» و«الخصم المهيب لدولة البعث».
في أبريل 1964 اندلعت أعمال شغب في مدينة حماة، حيث حطمت أماكن بيع الخمور، ومراكز حزب البعث في المدينة. ردة الفعل كانت باستحضار الدبابات لسحق التمرد، ما أدى إلى قتل بين 70-100 شخص؛ إضافة للعديد من الجرحى أو الأسرى، أو حالات هاربين؛ كما أسفر القمع العسكري إلى دمار كبير سيما في حماة القديمة.
بعد العملية، هدأت المدينة، لكنها أصبحت لاحقًا مركز أحداث 1979-1982.